# Mana, Franska Guyana
Mana är en kommun i det franska utomeuropeiska departementet Franska Guyana i Sydamerika. År 2022 hade Mana 11 364 invånare.
Mana har stor risproduktion, vilken exporteras till Surinam. Befolkningen i kommunen har mångdubblats sedan början av 1980-talet. Den 1 januari 1989 utbröts kommunen Awala-Yalimapo.

## Befolkningsutveckling
| Befolkningsutvecklingen i Mana 1990–2021 | Befolkningsutvecklingen i Mana 1990–2021 | Befolkningsutvecklingen i Mana 1990–2021 | Befolkningsutvecklingen i Mana 1990–2021 | Befolkningsutvecklingen i Mana 1990–2021 |
| ---------------------------------------- | ---------------------------------------- | ---------------------------------------- | ---------------------------------------- | ---------------------------------------- |
|                                          |                                          |                                          |                                          |                                          |
| År                                       |                                          |                                          | Folkmängd                                |                                          |
| 1990                                     | 1990                                     |                                          | 4 945                                    |                                          |
| 1999                                     | 1999                                     |                                          | 5 445                                    |                                          |
| 2007                                     | 2007                                     |                                          | 8 256                                    |                                          |
| 2015                                     | 2015                                     |                                          | 10 241                                   |                                          |
| 2021                                     | 2021                                     |                                          | 11 764                                   |                                          |